# حارة شملان (صنعاء همدان)
حارة شملان هي إحدى حارات حي شملان بضواحي صنعاء مديرية همدان، بلغ تعداد سكانها 62 نسمة حسب تعداد اليمن لعام 2004.